# Dinkan
 (avril 2016).
Si vous disposez d'ouvrages ou d'articles de référence ou si vous connaissez des sites web de qualité traitant du thème abordé ici, merci de compléter l'article en donnant les références utiles à sa vérifiabilité et en les liant à la section « Notes et références ».
Dinkan (En malayalam: ഡിങ്കൻ) est un personnage de fiction, un superhéros ayant l’apparence d'une souris anthropomorphique, apparu dans la bande dessinée éponyme en langue Malayalam du magazine pour enfants Balamangalam, en Inde. Il est utilisé comme icône religieuse par des athées afin de se moquer des organisations religieuses et des intolérances religieuses.

## Historique
Dinkan (ഡിങ്കൻ) a été créé par le scénariste N. Somashekharan et le dessinateur Baby en 1983. Dinkan est l'un des premiers superhéros créé en Inde et il est rapidement devenu populaire auprès des enfants. Tout comme Mighty Mouse qui a été créé par Terrytoons, et bien d'autres superhéros, Dinkan a emprunté certaines caractéristiques données à Superman par la célèbre DC Comics.

## Le magazine Balamangalam
À l'origine, Dinkan a été publié dans le magazine pour enfants Balamangalam, de Kerala en Inde. À la fin des années 1990, le magazine vit l'arrivée de concurrents en langue Malayalam, le magazine Kallicheppu et alamangalam - Chitrakatha. En Octobre 2012, Mangalam Publications, propriétaire de Balamangalam annonce l'arrêt de sa publication, à la suite de la baisse de ses ventes. Cette annonce créa un scandale dans les réseaux sociaux, ce qui poussa Mangalam Publications à déclarer que l'arrêt de la publication est provisoire et que celle-ci pourrait reprendre bientôt,.

## Biographie de Dinkan
Dinkan est né dans la forêt de Pankila, « quelque part dans le Kerala », en Inde. Il était une souris indisciplinée. Durant l'une de ses escapades, il fut enlevé par des extraterrestres venant d'une planète inconnue. Ceux-ci firent sur lui des expériences qui lui donnèrent une force surpuissante, des sens aiguisés et l'aptitude de voler. C'est à l'aide de ses pouvoirs que Dinkan retrouva seul la forêt de Pankila, il décida alors d'utiliser ses pouvoirs pour le bien des animaux de la forêt.

## Dinkoisme

### Principaux éléments
Le dinkoisme est une parodie de religion, organisée sur internet par des groupes d'aide sociale du Kerala. Cette religion présente Dinkan comme son dieu, tentant ainsi de faire prendre conscience des sophismes et de la vacuité des pratiques religieuses traditionnelles. Les dinkoistes présentent, de manière sarcastique, l'album enfantin Balamangalam comme leur livre saint relatant la geste de Dinkan.
L'idéologie et l'histoire mythique du dinkoisme s'est étoffé avec le temps. De supposés « versets » sont répertoriés, à partir d'un livre sacré inexistant.
Le dinkoisme est attirant pour nombre de personnes car il n'y a aucune pratique contraignante au quotidien. Il est même indiqué que cette foi est strictement réservée à une pratique privée, et que l'on est puni après la mort si on la professe publiquement.
Les dinkoistes récents sont très rigoureux dans leur pratique de la critique religieuse ; ils sont opposés aux mariages des enfants, au patriarcat, à la polygamie, et au dieu narcissique d'Abraham.
Comme les religions traditionnelles, le dinkoisme affirme qu'il y a un certain nombre de miracles dus à Dinkan.

### La théorie du Grand Rire
« En se demandant comment tuer le temps, le seigneur Dinkan réalisa soudain qu’il n’avait pas créé le temps. Il se mit alors à éclater d’un rire sacré. Le trou noir dans lequel était plongé l’univers explosa dans un Big Bang qui créa un espace relié au temps, appelé ensuite le monde. »

### Une reconnaissance croissante
Le 3 janvier 2016, un groupe de dinkoistes, se faisant appeler Mooshikasena (l'armée des rats), est allé protester devant le restaurant Dhe Puttu, propriété de l'acteur Dileep, pour protester contre son film titré Professor Dinkan (« Professeur Dinkan »), au motif qu'il offensait leurs sentiments religieux. Ce n'était qu'une moquerie envers les protestations similaires dans le monde, et en particulier en Inde.
En janvier 2016, toujours, un dinkoiste de Californie a obtenu le droit d'avoir une plaque d'immatriculation pour sa voiture avec écrit Dinkan dessus, en reconnaissance de sa croyance.
En février 2016, le blogueur politique J Devika a souligné combien le dinkoisme était en phase avec la logique commerciale.
Revendiquant plusieurs centaines de milliers de sympathisants, les dinkoistes ont organisé leur premier conclave le 20 mars 2016,, dans laquelle ils ont affirmé de grandes ambitions.